# Área natural protegida Florindo Donati

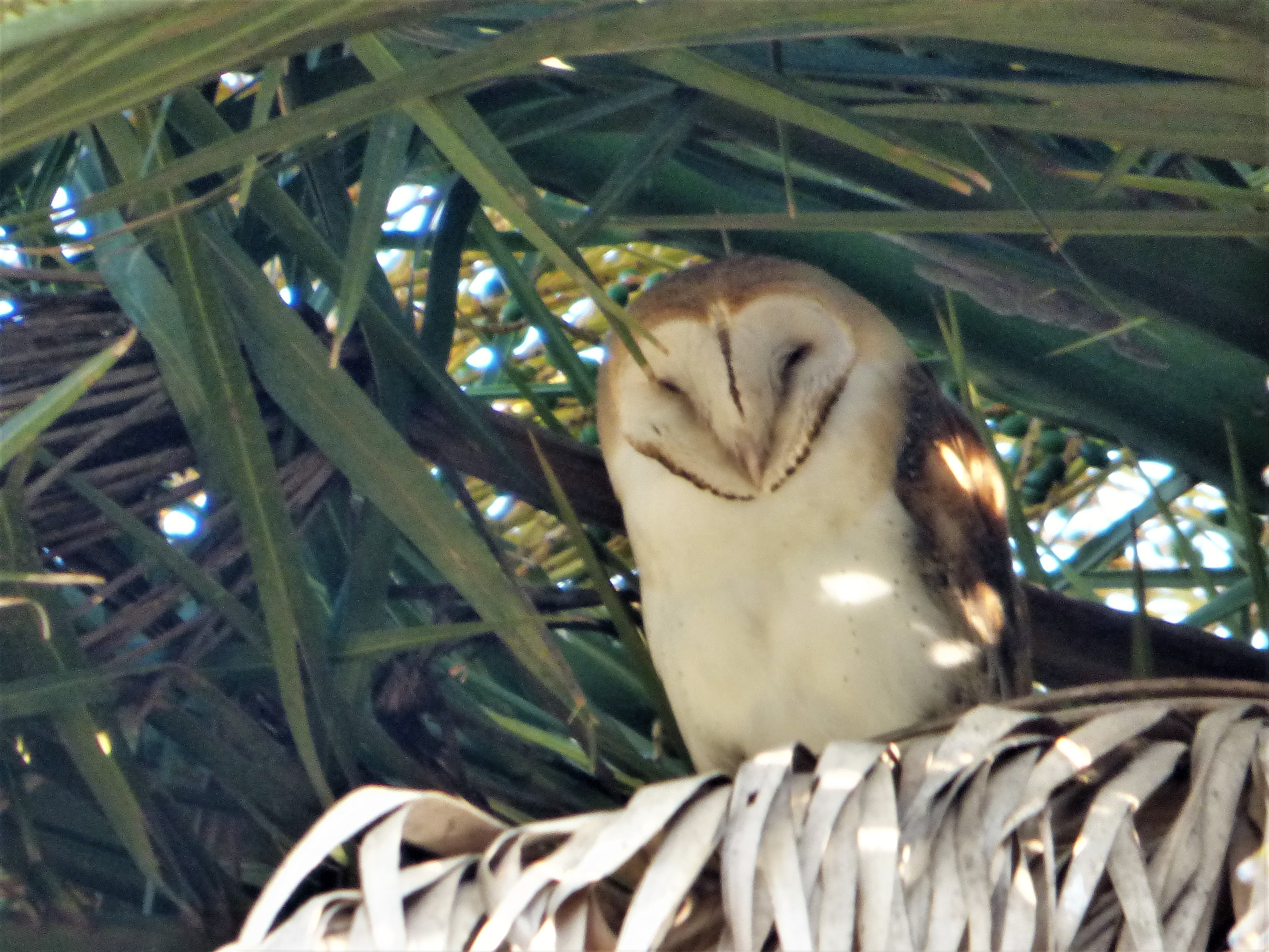
Lechuza de campanarios (Tyto alba) registrada en el Área Natural Protegida Florindo Donati

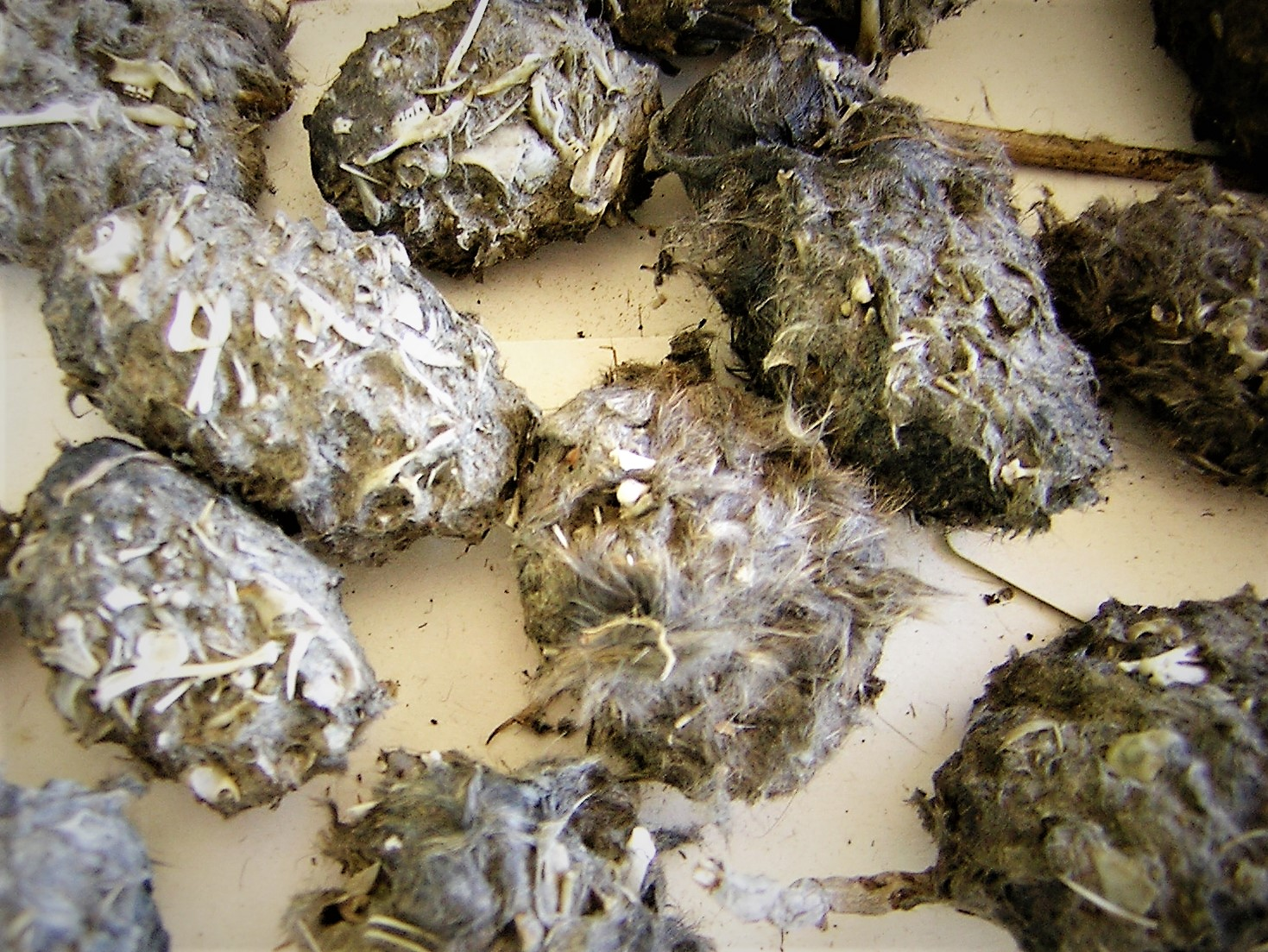
Egagrópila de Tyto alba del Área Natural Protegida Florindo Donati

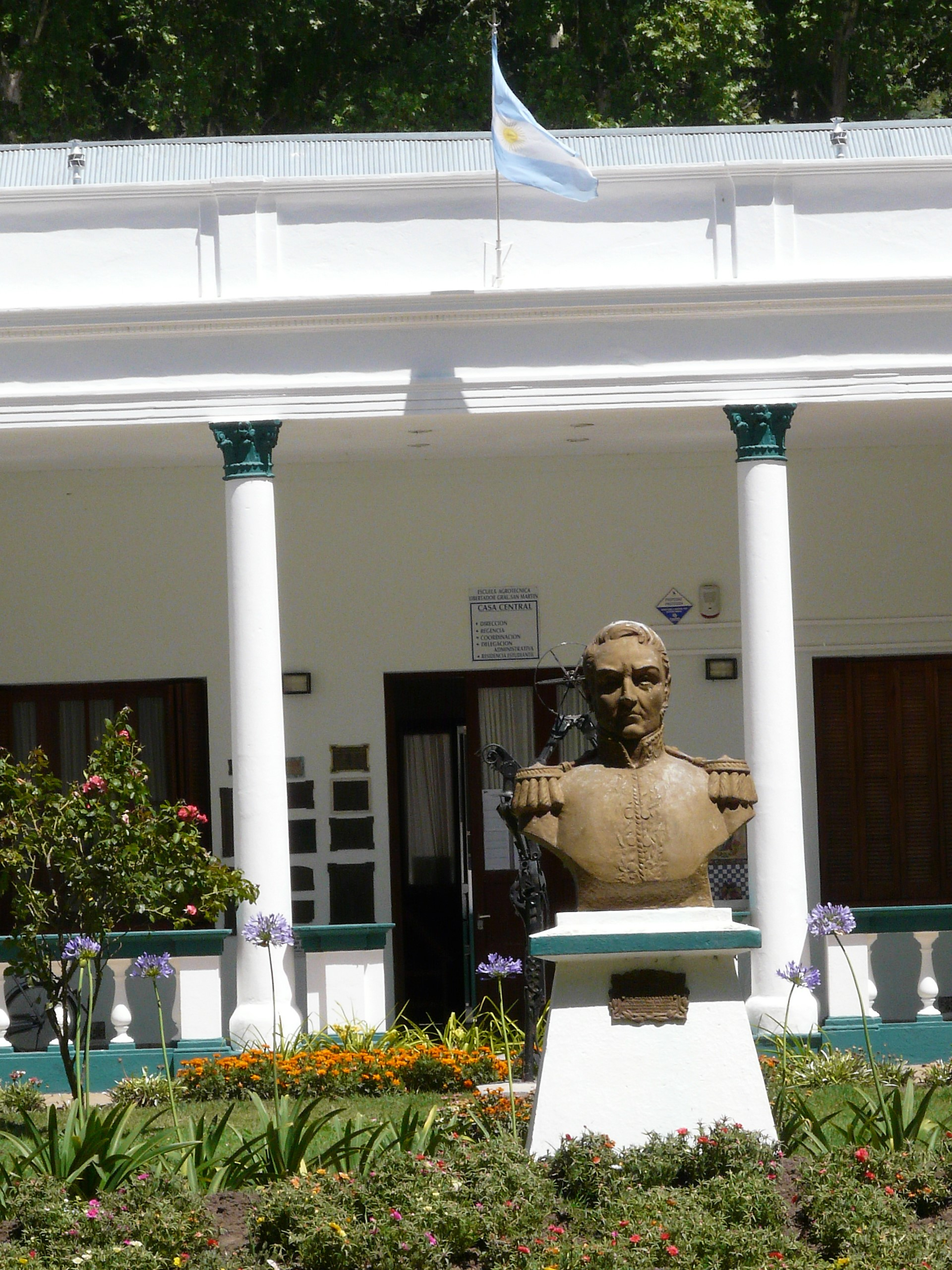
Frente de la Escuela Agrotécnica Libertador San Martín que en 2020 cumple 120 años.

El Área Natural Protegida Florindo Donati (ANP FD), es un espacio para la conservación del patrimonio natural y cultural ubicado ciudad de Casilda, cabecera del Departamento Caseros, al sur de la provincia de Santa Fe, Argentina. 

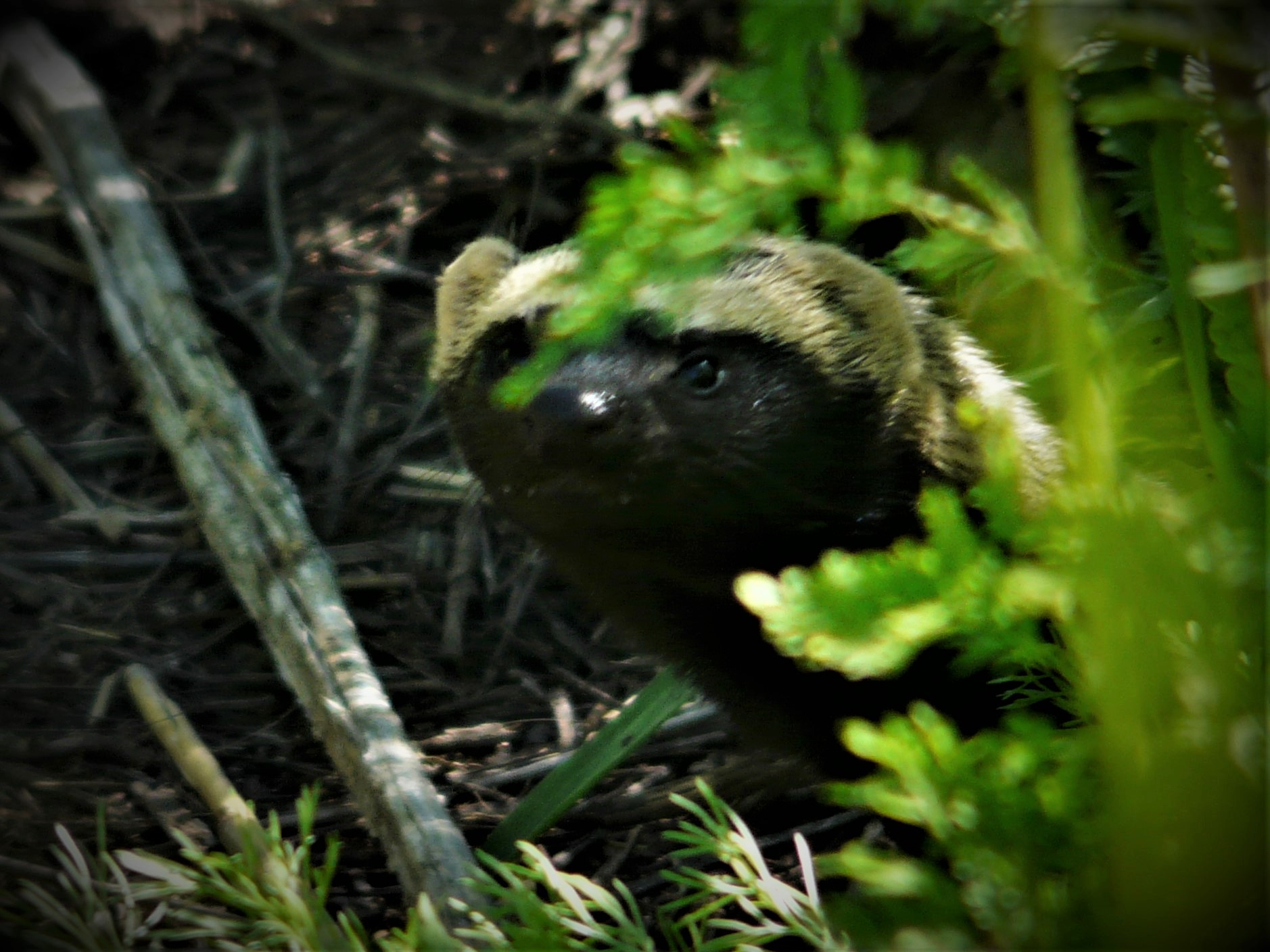
Hurón menor (Galactis cuja) en el Área Natural Protegida Florindo Donati

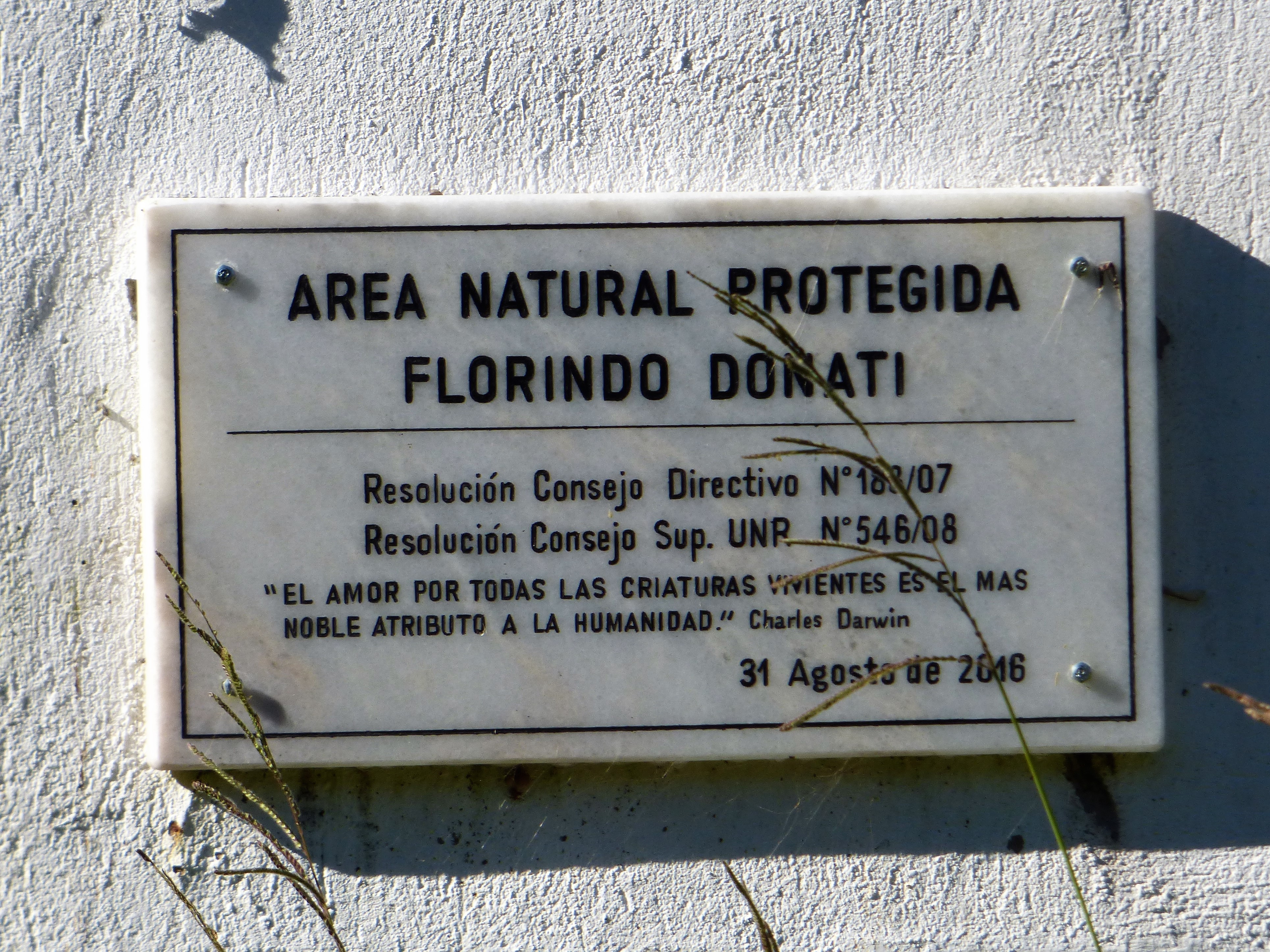
Monolito en homenaje a Florindo Donati, un verdadero maestro de la naturaleza.

La ciudad de Casilda cuenta, a partir del año 2007, con un espacio de inserción en la temática desde donde se generan propuestas y respuestas a los problemas ambientales. Su creación además permitió jerarquizar el predio desde el punto de vista de su biodiversidad, actividades productivas y construcciones patrimoniales. 

## Historia
El Área Natural Protegida Florindo Donati (ANP FD), (33°03’24.4”S 61°09’10.1”W) está ubicada en la ciudad de Casilda, cabecera del Departamento Caseros, situado al sur de la provincia de Santa Fe, Argentina.  Se encuentra a 10 cuadras del centro comercial casildense,  57 km de la ciudad de Rosario y 357 km de la ciudad autónoma de Buenos Aires. Se constituye en la primera reserva natural urbana de la zona y es de administración universitaria.  El predio posee 300 hectáreas, está compartido por la Facultad de Ciencias Veterinarias y la Escuela Agrotécnica “Libertador Gral. San Martín”. Del total de su superficie, 220 hectáreas están dedicadas a la explotación agrícolaganadera y 80 fueron destinadas a formar parte del "Parque inglés".
Ambas instituciones dependen de la Universidad Nacional de Rosario. Originalmente, las tierras pertenecían a este último establecimiento educativo de nivel medio, que fuera fundado en el año 1900. A partir del año 1977, la Facultad antes señalada fue incorporada al lugar y funciona allí hasta la actualidad. En 1983, la escuela pasó a depender de la Universidad. bcc Actualmente, cuentan con 16 pabellones; 5 de los cuales son usados por la facultad, otros 5 son de uso exclusivo de la escuela y los 6 restantes se comparten.  
El ANP FD fue creada en el año 2007, a instancias de la Cátedra Libre de fauna silvestre, Cátedra de Medicina veterinaria, Manejo y Conservación de fauna silvestre y Escuela Agrotécnica Libertador Gral San Martín y cuenta con las Resoluciones del Consejo Directivo Nº188/07 y Consejo Superior N.º 546/2008.

### ¿Qué se entiende por Área Natural Protegida?
De acuerdo a la Unión Internacional para la Conservación de la Naturaleza (UICN), las áreas protegidas  son entendidas como: "Un espacio geográfico claramente definido, reconocido, dedicado y gestionado, mediante medios legales u otros tipos de medios eficaces para conseguir la conservación a largo plazo de la naturaleza y de sus servicios ecosistémicos y sus valores culturales asociados.” En otras palabras, son fundamentales para la conservación de la biodiversidad tanto natural como cultural, pero también de los bienes y servicios ambientales que brindan a las comunidades humanas.  Por otra parte y de acuerdo al Convenio de Diversidad Biológica, por  "área protegida" se entiende un área definida geográficamente que haya sido designada o regulada y administrada, a fin de alcanzar objetivos específicos de conservación. Asimismo y para Declarar el 17 de octubre como "Día de las Áreas Protegidas de Latinoamérica y El Caribe", el III Congreso CAPLAC (Congreso de Áreas protegidas de Latinoamérica y el Caribe) reconoció "el aporte de las áreas protegidas como una solución basada en la naturaleza para contribuir al bienestar de las personas y al desarrollo sostenible"; destacó "el aporte fundamental de estos espacios para la protección de la biodiversidad, el bienestar humano, el respeto por los pueblos originarios y la inclusión de diversos segmentos de la sociedad" y se reafirmó "el compromiso de los participantes en este congreso, posicionando a las áreas protegidas como un eje de integración social, salud, inclusión y bienestar". En definitiva y según Dudley (2008), las áreas protegidas son fundamentales para la conservación de la biodiversidad y deberían ser consideradas como piedra angular de prácticamente todas las estrategias nacionales e internacionales de conservación, porque están orientadas al sostenimiento de ecosistemas naturales operativos, a funcionar como refugios para las especies y mantener procesos ecológicos que no podrían ser posibles en entornos terrestres y marítimos mayormente intervenidos. Para el editor de las "Directrices para la aplicación de las categorías de gestión de áreas protegidas"; éstas, actúan como indicadores que facilitan la compresión de las interacciones humanas con la naturaleza y casi son la última esperanza para impedir la extinción de especies amenazadas o endémicas.

## Flora y fauna

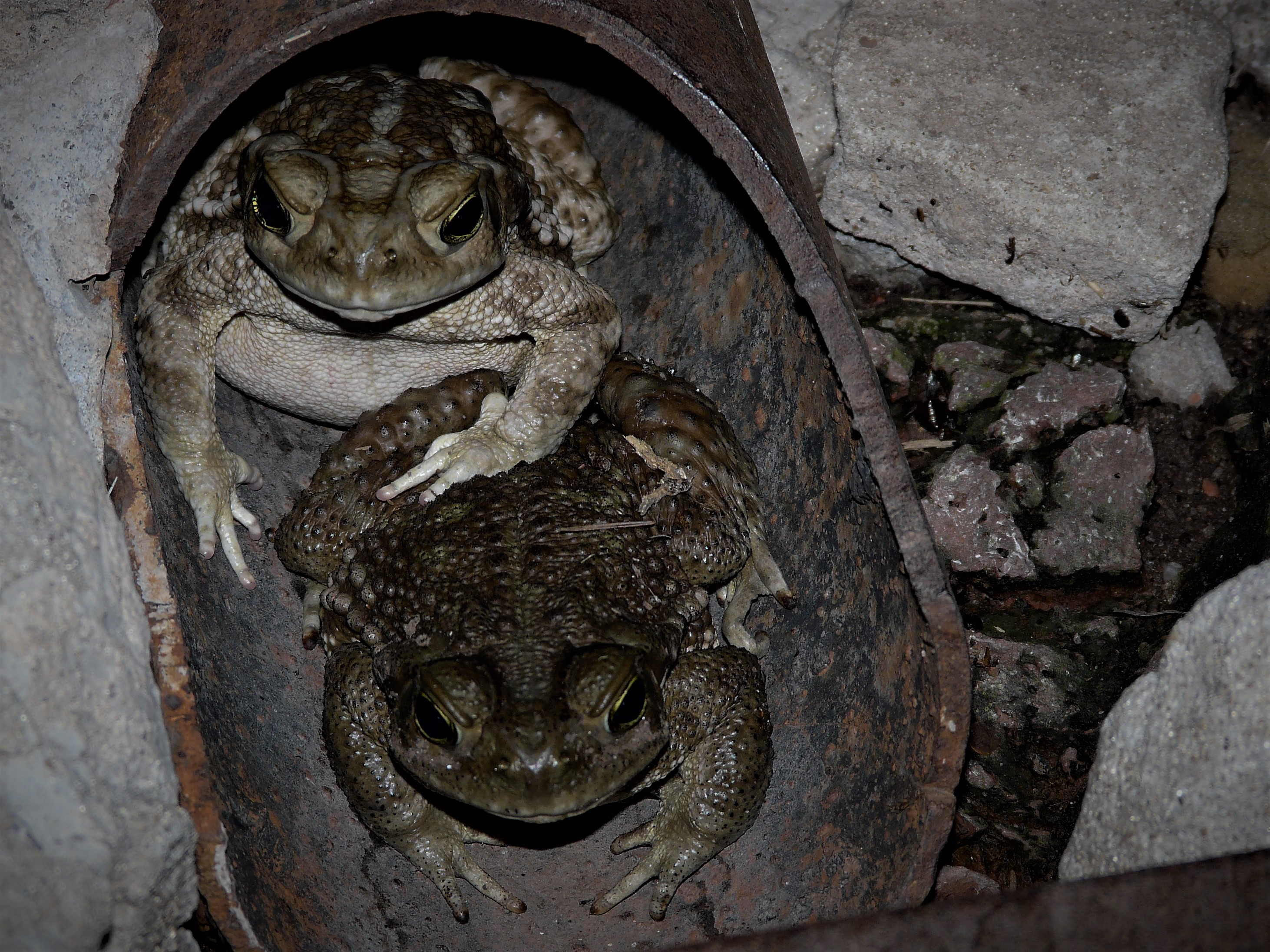
Rhinella arenarum o sapo común del Área Natural Protegida Florindo Donati de la Universidad Nacional de Rosario.

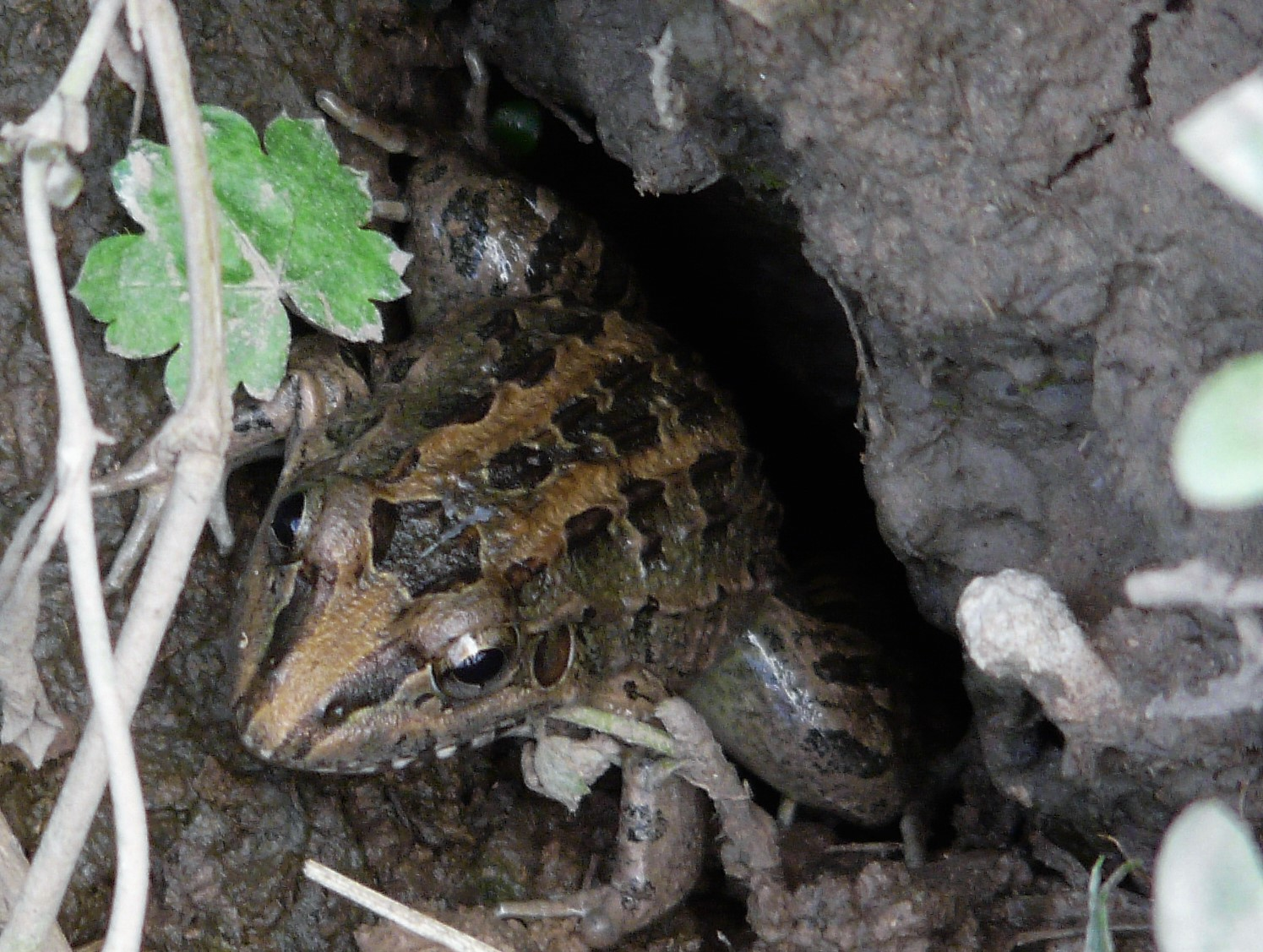
Leptodactyllus latrans o ranita criolla del Área Natural Protegida Florindo Donati de la Universidad Nacional de Rosario.

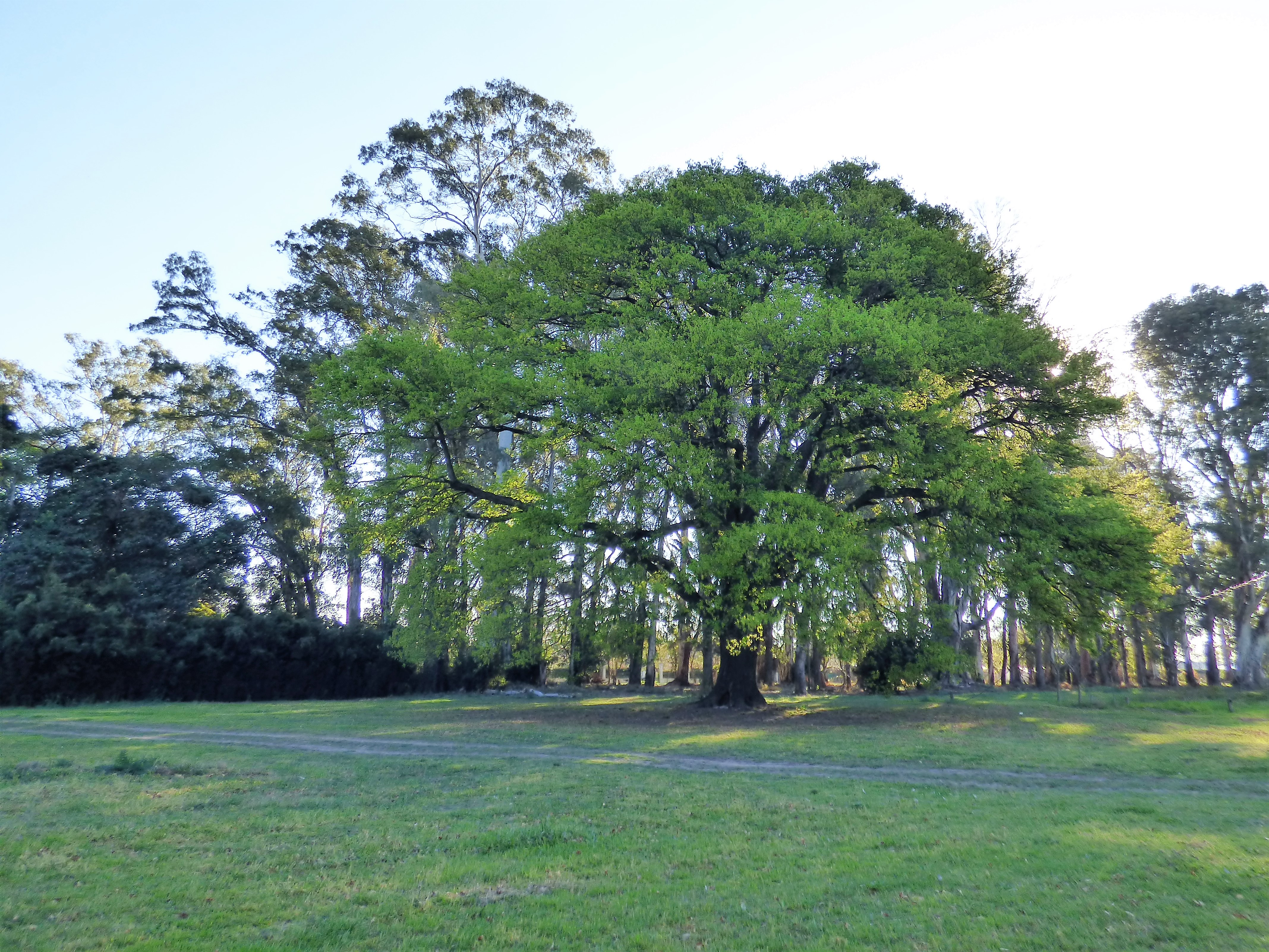
Ejemplar de roble europeo muy añoso que continúa creciendo en el Área Natural Protegida Florindo Donati de la Universidad Nacional de Rosario

Desde el punto de vista biorregional, representa a la ecorregión Pampa, subregión de la pampa húmeda, complejo pampa llanal donde desde hace más de 30 años se viene desarrollando la agricultura industrial intensiva. 
Es posible encontrar diversos grupos de invertebrados (mariposas de las familias Nymphalidae, Pieridae y Lycaenidae, escarabajos de la familia Chrysomelidae y Melolonthidae; entre otros) y de vertebrados como reptiles  (lagarto overo –Salvator merianae-); anfibios (sapo común-Rhinella arenarum-, sapito cavador- Rhinella fernandezae, ranita criolla –Leptodactylus ocellatus-, ranita de bigotes- Leptodactylus mystacinus); mamíferos (gatos silvestres, zorros pampa –Pseudalopex gymnocercus -, peludos –Chaetophractus villosus-, comadrejas –Didelphis albiventris-; murciélagos, como el moloso común- Tadarida brasiliensis y hurón menor-Galictis cuja-) y aves, entre otros. 
Los inventarios de biodiversidad se encuentran en etapas incipientes, excepto en lo concerniente a esta última clase. En este sentido, se realizan relevamientos sistemáticos y continuos y se ha llegado a determinar, hasta el momento, la presencia de 113 especies de aves de los siguientes órdenes: Tinamiformes, Anseriformes, Ciconiiformes, Suliformes, Pelecaniformes, Cathartiformes, Accipitriformes, Charadriiformes, Columbiformes, Cucucliformes, Strigiformes, Caprimulgiformes, Apodiformes,Piciformes, Falconiformes, Psittaciformes y Passeriformes. Cabe destacar, que éste es uno de los mejores grupos zoológicos indicadores del estado del ambiente y dado que en Santa Fe existen 431 especies de aves, el ANPFD está resguardando el 26% de la avifauna santafesina.  Por lo tanto, podría cumplir el rol de isla biogeográfica para muchas de estas aves y demás especies, por encontrarse inmersa en un paisaje netamente agrícola.
Asimismo, cuenta con un importante número de especies arbóreas; tanto autóctonas y algunas representativas del ecosistema de pastizales de la Pampa Húmeda, como exóticas. Entre las autóctonas se pueden citar: Tala (Celtis ehrenbergiana), Ceibo (Erythrina crista galli), Pino paraná (Araucaria angustifolia), Lapacho rosado (Handroanthus impetiginosus), Ibirá-pitá (Peltophorum dubium), Palo borracho flor rosada (Ceiba speciosa), Timbó (Enterolobium contortisiliquum), Araucaria (Araucaria bidwillii), Guaviyú (Myrcianthes pungens), Ñangapirí (Eugenia uniflora); entre otras. Respecto a las exóticas, se encuentran: Eucalipto (Eucalyptus camaldulensis), Plátano (Platanus hispánica), Roble de los pantanos (Quercus palustris), Magnolia (Magnolia grandiflora), Roble europeo (Quercus robur), Olivo (Olea europeo), Fresno (Fraxinus pennsylvanica), Cedro (Cedrus deodara); entre otros.
Finalmente, siendo la primera reserva natural urbana de la ciudad, se constituye como importante portal educativo y de investigación tanto a nivel universitario como en los niveles restantes de la educación formal e informal. Por todo lo descripto, la Cámara de Diputados de la Nación (Sala de Sesiones, Buenos Aires 3/12/2008) como la Municipalidad de Casilda, declararon de su interés la creación del Área Natural Protegida Florindo Donati.

## Cátedra Libre de fauna silvestre
Como se señaló anteriormente, la Cátedra Libre de fauna silvestre colaboró en la creación de la reserva. Este es un espacio extracurricular de docencia libre, abierto a la sociedad, modalidad que proviene de la Reforma Universitaria de 1918 y que tiene carácter estatutario en la Universidad Nacional de Rosario. Desde que se puso en marcha en el año 1999, recibió a la comunidad donde está inserta y la de su zona de influencia, para discutir la problemática de la conservación del patrimonio natural y cultural de Argentina. Al  frente de la misma, tiene una Comisión Organizadora que es interdisciplinaria y que reúne tanto a docentes como a estudiantes de la carrera de medicina veterinaria, entre otros actores sociales locales.
Las actividades realizadas incluyen el dictado de más de 100 seminarios, 13 cursos que iniciación a la observación de las aves; charlas y cursos de diversos temas en escuelas primarias, colegios secundarios, facultades, institutos de profesorado, organizaciones sociales, gremiales, entre otras. La cátedra también participó de la cofundación de la Red Argentina Contra el Tráfico Ilegal de Especies Silvestres (RACTES). Asimismo, en el año 2007 promovió la creación del Área Natural Protegida Florindo Donati de la Universidad Nacional de Rosario, que se constituyó en la primera reserva urbana de administración universitaria de la historia de la ciudad de Casilda. Finalmente, la Cátedra Libre de fauna silvestre, fue declarada de Interés Educativo por  la Cámara de Diputados de la Nación argentina y Cámara de Diputados de la provincia de Santa Fe, Argentina.